# Спарта (Міссурі)
Спарта (англ. Sparta) — місто (англ. city) в США, в окрузі Крістіан штату Міссурі. Населення — 1876 осіб (2020).

## Географія
Спарта розташована за координатами 37°0′6″ пн. ш. 93°5′4″ зх. д. / 37.00167° пн. ш. 93.08444° зх. д. (37.001749, -93.084355).  За даними Бюро перепису населення США в 2010 році місто мало площу 3,21 км², з яких 3,21 км² — суходіл та 0,00 км² — водойми.

## Демографія
Згідно з переписом 2010 року, у місті мешкало 1756 осіб у 696 домогосподарствах у складі 476 родин. Густота населення становила 547 осіб/км².  Було 763 помешкання (238/км²).
Расовий склад населення:
| - 96,6 % — білих - 0,7 % — корінних американців - 0,3 % — азіатів - 0,2 % — чорних або афроамериканців |

До двох чи більше рас належало 1,7 %. Частка іспаномовних становила 2,6 % від усіх жителів.
За віковим діапазоном населення розподілялося таким чином: 29,3 % — особи молодші 18 років, 58,6 % — особи у віці 18—64 років, 12,1 % — особи у віці 65 років та старші. Медіана віку мешканця становила 30,8 року. На 100 осіб жіночої статі у місті припадало 89,0 чоловіків;  на 100 жінок у віці від 18 років та старших — 83,2 чоловіків також старших 18 років.
Середній дохід на одне домашнє господарство  становив 41 282 долари США (медіана — 37 107), а середній дохід на одну сім'ю — 47 545 доларів (медіана — 44 167). Медіана доходів становила 32 850 доларів для чоловіків та 25 880 доларів для жінок. За межею бідності перебувало 19,2 % осіб, у тому числі 22,4 % дітей у віці до 18 років та 25,0 % осіб у віці 65 років та старших.
Цивільне працевлаштоване населення становило 808 осіб. Основні галузі зайнятості: освіта, охорона здоров'я та соціальна допомога — 27,4 %, роздрібна торгівля — 17,6 %, будівництво — 11,3 %, виробництво — 7,9 %.